# Barnauł (stacja kolejowa)
Barnauł (ros: Станция Барнаул) – stacja kolejowa w Barnaule, w Kraju Ałtajskim, w Rosji.
Pociągi elektryczne i spalinowe kursują w kilku kierunkach. Elektryczne pociągi podmiejskie kursują do Artyszta, Czerapanowa i Kamiena nad Obem. Pociągi podmiejskie spalinowe kursują do Bijska, Alejska i Riebricha.